# Lutz-en-Dunois
Lutz-en-Dunois era un comune francese di 442 abitanti situato nel dipartimento dell'Eure-et-Loir nella regione del Centro-Valle della Loira. Dal 1° gennaio 2017 è divenuto comune delegato del nuovo comune di Villemaury.

## Società

### Evoluzione demografica
Abitanti censiti